# 包善一
包善一（1877年—1950年3月3日），博尔济吉特氏，蒙名额尔敦毕力格，蒙古族，四等台吉，哲里木盟科左后旗（今屬內蒙古通遼）金宝屯镇大壕子嘎查（大蒿子屯）人。满洲国兴安军少将、国民革命军中将。

## 生平
其母亲早逝，父亲“王申扎布”嗜赌，包善一从小被叔父“图格杰”抚养长大。1886年至1890年到嘎厦庙当喇嘛。还俗后随其哥哥务农放牧，未曾受过教育。1901年加入了“会兵”（即旗兵）。1904年包善一接任退役的叔父在乡巡防队当小官（“会兵”卷达）。日俄战争时被清廷提拔为管带。1907年科左后旗札萨克亲王阿穆尔灵圭任命富生阿为统领率兵镇压郭尔罗斯前旗的陶克陶胡起义，包善一被任命为阿木斯尔兵营的管带。1911年接替富生阿任科尔沁左翼后旗巡防统领，包善一的叔伯连襟喜明接任东院兵管带。1921年以军务协理身份参加科左后旗的“舍”会（旗札萨克衙门的核心行政例会）。1922年带兵剿灭了彰武一带的大土匪，成了有钱有枪的当地首富。1924年把六女儿许配给奉系军阀吴俊升的侄子结为儿女亲家。1930年阿穆尔灵圭病逝，包善一谋求出任旗札萨克，与阿穆尔灵圭世子贺希格、印务协理根甫勒结仇。
1931年九一八事变后任日本关东军操控的「内蒙古自治军」总司令兼第一军司令，在康平县陶歹庙当喇嘛十多年的日本浪人松井为顾问；其亲戚韩色旺（韩舍旺，1880-1937）任第二军军长。辖八个团千余人。其中第一团团长是包善一的侄子扎那。1931年10月中旬包善一派属下第八团团长特木勒率部在甘珠尔扎布和日本顾问和田劲指挥下，进攻据守通辽城的东北军骑兵第三旅，特木勒部在城内全军战殁。
1932年任满洲国东科后旗旗长，旗公署参事官为日本人绪方秀夫，旗公署内设警务科、内务科、总务科、产业科、行政科、文化科等职能科室。1935年被撤职。
1945年8月8日苏军开始进攻关东军后，驻王爷庙特务机关长金川耕作到郑家屯与驻通辽的第九军管区的日籍顾问研究决定在东科前、中、后旗建立警察大队，设立抗苏第三战线，派人到大嵩子屯找包善一。包不知道国际形势变化，到吉尔嘎朗镇与旗长额日赫莫、旗公署日籍参事官佐藤正、旗警备科长毕希力图、地方官宦业喜达瓦（徐帮统）、包善一属下团长乌力吉吐（包日很台喇嘛）等商议建立警察大队。金川耕作当场委任包善一为兴安总省顾问，从全旗征调劳工在吉尔嘎朗修筑防御工事，做好应变准备。金川得到情报苏联红军飞机已经炸断了金宝屯南的平齐铁路的西辽河大桥后，8月15日金川带日籍人员和家眷100多人逃往康平。随后，旗长额日赫莫将苏军已经出兵、日本投降的事告诉了包善一，推举包善一任旗维持会会长，额日赫莫、业喜达瓦、吴国栋为副会长，设总务科，行政科、治安保卫科。科长分别由周文培、张希文、照和斯图担任。旗保安队总兵力达700余人，设5个大队，一大队队长乌力吉吐（包日很台喇嘛），二大队队长金昌（天宏），三大队队长布仁达来，四大队队长舍旺，五大队队长包明远（年其格）、直属治安队队长阿民赛和喜。1945年11月任东北先遣军第31师少将师长。1945年12月13日，科左后旗进步青年组成的独立中队包围了包善一率70多人驻扎的吉尔嘎朗的满占庙，激战被击溃后，包善一逃到四平，出任辽北省政府委员。得到国民党东北党务专员办事处和“东北蒙旗复员委员会”扶持。
先遣军第31师第一大队长包尔很喇嘛（乌力吉图）被辽西省委委派的“东科前、中、后旗蒙古工作团”负责人赵石向中共西满分局书记李富春请示后，让乌力吉吐前去郑家屯领取武器被蒙骑二师保卫处派人逮捕，押解至巴彦塔拉的三旗办事处处决，同时将其所属武装分散编入科左后旗的东蒙古自治军第六团（后为第十二团）各连，并清算了包尔很喇嘛的全部家产。
1946年3月17日东北民主联军攻占四平后，包善一伪装为车夫逃到沈阳，任东北保安独立支队少将司令，王化兴任副司令，辖六个团武装，驻彰武、昌图、康平一带。1946年8月随陈明仁的第七十一军由四平、郑家屯进占通辽地区，与东北民主联军吉辽军区第一军分区、第五军分区暨内蒙古人民解放军骑兵第二师成为死敌。1947年1月该部六个团被改编为第七十一军第一支队、第二支队，包善一、王化兴分任司令。
1947年东北夏季攻势中，6月7日，内蒙古人民自卫军骑兵第二师第十二团4个连250多人，会同辽吉一分区3个团的兵力向盘踞在浩坦苏木额德淖尔一带的蒙旗保安骑兵独立支队（包善一）和东科中旗骑兵营（苏和巴特尔）的2000多蒙古骑兵发起进攻将其击溃。6月中旬，包善一部从法库突然扑向康平，行进到康平县城西南东顺山屯北侧高地时，遭到辽吉一分区（司令员赵东寰）第十四团（团长马庆功）二营的顽强阻击，马庆功命令团炮兵连向有很多马群的四台子村炮击，同时令三营配合正面防守的二营部队反击冲进东顺山屯，十四团一直追击10余公里，于下午2时到达方家屯北杏树村集结休息。当夜晚20时左右，十四团接到分区指示：法库守军不让军纪败坏的包部进城，故该部滯留在法库西9公里的孤家子一带，十四团晚22时出发强行军近20公里于次日凌晨3时抵达孤家子村附近未及展开就配合兄弟部队向村内包部发起进攻。报部逃至铁岭县阿吉一带。十四团同一分区骑兵团紧追不舍，经阿吉堡子，一直追至中长路附近的长沟沿村(今属铁岭县凡河镇)一带。包部又掉头逃至法库县依牛堡子以北大狼洞村附近。十四团分路合击，俘敌百余人，击毙缴获战马30余匹。包部残余又逃到马门子（今石佛寺）北岸，企图渡过辽河，逃脱追击。但辽河对岸的国军不让包善一部过河，马门子的七星山上守军用机枪扫射强行渡河的骑兵。包部只好顺着辽河逃至团山子（今新民县罗家房镇最北端）辽河套的灌木丛中隐蔽起来。十四团一营两个连和团重机枪连一字排开集中火力对隐藏在柳树丛中的包部猛烈扫射，不到半小时包部大部分被击毙，残余100多人骑马跑出不远即被外围的一分区骑兵第15团围住砍杀。至此，-->包善一部全军覆没。
1947年7月任东北骑兵独立第一师中将师长。1948年1月所部改编为东北骑兵支队，巴布任少将支队长，包善一任东北剿匪总司令部中将参议，同时任驻沈阳蒙古同乡会理事、大同佛教会理事长。1948年10月随国民党蒙古宣抚专员吉致祥逃往北平。北平和平解放后，因洗澡摔倒骨折，回沈阳投奔孙子包孝树。1949年6月在沈阳被捕。1950年3月3日科左后旗政府所在地吉尔嘎朗镇被镇压。

## 家人
- 嫡孙包孝树（1917-2005），蒙古名字纳森吉力根，一直追随祖父包善一从军。1976年从吉林省镇赉劳改分局释放回乡，靠在劳改农场掌握的泥瓦匠手艺谋生。